# Kriminalpolizei

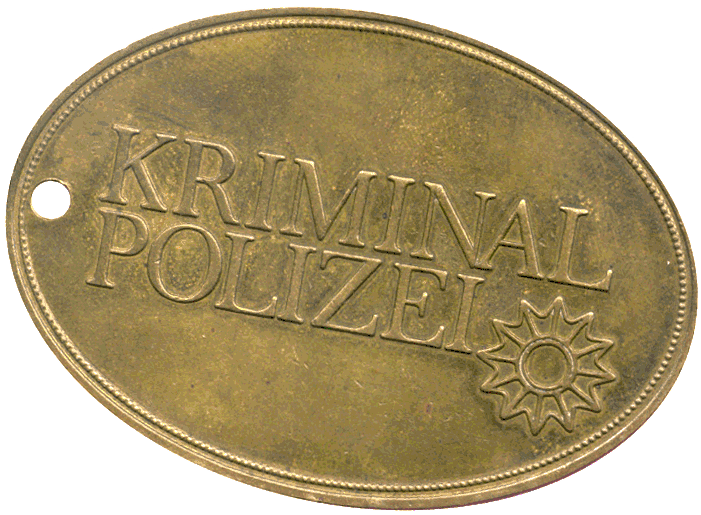
Distintivo de um investigador da Kriminalpolizei.

Kriminalpolizeiⓘ, também conhecida como Kripo,  é o termo padrão utilizado para identificar as agências de investigação criminais na Alemanha, Áustria e regiões da Suíça. Estava subordinada à Sicherheitsdienst.